# When We Dance
When We Dance is een nummer van de Britse muzikant Sting uit 1994. Het nummer is een van de twee nieuwe nummers, die ook beide als single verschenen zijn, op het verzamelalbum Fields of Gold: The Best of Sting 1984–1994.
Het nummer is een rustige ballad, en werd in een aantal landen een bescheiden hitje. In het Verenigd Koninkrijk haalde het een 9e plek. In Nederland bleef het steken op een 2e positie in de Tipparade, en in de Vlaamse Radio 2 Top 30 haalde het nummer de 25e positie.